# Zappa (Schachprogramm)
Zappa ist ein vom US-Amerikaner Anthony Cozzie seit etwa 2001 entwickeltes Schachprogramm, das im Jahr 2005 die Weltmeisterschaft im Computerschach gewann. Die nicht mehr aktuelle Version 1.1 ist als Freeware kostenlos im Internet verfügbar, der Quellcode des in C++ geschriebenen Programms liegt jedoch nicht offen. Kommerzielle Versionen werden unter dem Namen Zap!Chess von der Firma ChessBase sowie als Zappa Mexico (II) von Stefan Meyer-Kahlen vertrieben. Zappa fungiert als sogenannte Schachengine, das heißt, dass zum Spielen verschiedene Benutzeroberflächen verwendet werden können. Es unterstützt dabei sowohl das XBoard- als auch das UCI-Protokoll und kann damit mit allen bekannten Benutzeroberflächen genutzt werden.

## Spielstärke und Erfolge
Zu den Turnierergebnissen von Zappa zählen ein 17. Platz unter 45 Teilnehmern beim 5. Computer Chess Tournament des Internet Chess Club 2003 (CCT-5), ein dritter Platz unter 54 Teilnehmern beim CCT-6 2004 mit gleicher Punktzahl wie das Siegerprogramm Crafty und ein erster Platz unter 44 Teilnehmern beim CCT-7 2005. Im Rahmen des WBEC Ridderkerk Edition 10 (Winboard Chess Engine Competition) von April bis August 2005, einem großen automatisierten Vergleichsturnier für Schachprogramme, belegte Zappa 1.0 in der Premier Division, der höchsten Leistungsgruppe, den siebten Platz von 24 Programmen. Dabei spielte jedes Programm insgesamt vier Partien gegen jedes andere, so dass das Ergebnis dieses Turniers meist als sehr aussagekräftig hinsichtlich der Stärken und Schwächen der einzelnen Programme angesehen wird. In der Gesamtrangliste des WBEC Ridderkerk lag Zappa nach der Edition 10 des Turniers als Neueinsteiger auf Platz 8.
Bei der 13. Weltmeisterschaft im Computerschach 2005 in Reykjavík gewann die neue Version 2.0 von Zappa überraschend das Turnier überlegen mit zehn Siegen und einem Remis und mit zwei Punkten Vorsprung bereits eine Runde vor dem Turnierende. Sowohl die Punkteausbeute von 95,4 Prozent aus allen Partien als auch der Vorsprung vor dem zweitplatzierten Programm waren die höchsten Werte, die jemals von einem Programm in der Geschichte der Weltmeisterschaft erreicht wurden. Zappa gewann dabei seine Partien gegen die hoch favorisierten kommerziellen Programme Shredder und Deep Junior, die in den letzten neun Jahren den Titel unter sich ausgemacht hatten. In der einzigen Partie, die Zappa nicht gewinnen konnte, erzielte es ausgerechnet gegen das letztplatzierte Programm Futé nur ein Remis, für Futé der einzige halbe Punkt aus dem gesamten Turnier. Beim parallel ausgetragenen Turnier im Blitzschach belegte Zappa hinter Shredder den zweiten Platz.
Beim CCT-8 im Jahr 2006 erreichte Zappa zusammen mit drei anderen Programmen hinter Rybka einen geteilten zweiten Platz unter 38 Programmen. Im gleichen Jahr belegte das Programm bei der 14. Weltmeisterschaft 2006 in Turin mit 7,5 Punkten aus elf Partien den vierten Platz. Bei der 15. Weltmeisterschaft im Juni 2007 in Amsterdam wurde Zappa mit neun Punkten aus elf Spielen Vizeweltmeister hinter Rybka. Im September des gleichen Jahres gewann Zappa in Mexiko-Stadt einen mit 10.000 US-Dollar dotierten Wettkampf gegen Rybka mit 5,5 zu 4,5 Punkten. Die Bedenkzeit pro Partie betrug 60 Minuten plus 20 Sekunden pro Zug. Beide Programme liefen auf identischer Hardware mit jeweils acht Prozessoren.
Seit Sommer 2006 hat sich Anthony Cozzie aus der Programmierung von Schachsoftware zurückgezogen, um sich auf die Fertigstellung seiner Doktorarbeit zu konzentrieren. Es ist ungeklärt, in welcher Form die Entwicklung von Zappa weitergeführt wird.